# Xanthi
Xanthi (řecky Ξάνθη, dříve Skeča) je město v řeckém kraji Východní Makedonie a Thrákie, žije v něm okolo 50 000 obyvatel. Nachází se 20 km severně od pobřeží Egejského moře na úpatí pohoří Rodopy, protéká jím řeka Kosynthos. Město je známé především produkcí tabáku, sídlí v něm také jeden z kampusů Démokritovy thrácké univerzity. Žije v něm početná pomacká menšina. Turisty láká zachované historické centrum, folklórní muzeum a muzeum tabáku, nedaleké zříceniny starověkého města Abdéry a každoroční velký karneval. Působí zde fotbalový klub Škoda Xanthi.